# Adejeania brevihirta
Adejeania brevihirta är en tvåvingeart som beskrevs av Charles Howard Curran 1947. Adejeania brevihirta ingår i släktet Adejeania och familjen parasitflugor.
Artens utbredningsområde är Venezuela. Inga underarter finns listade i Catalogue of Life.